# Euphorbia gypsicola
Euphorbia gypsicola är en törelväxtart som beskrevs av Karl Heinz Rechinger och Paul Aellen. Euphorbia gypsicola ingår i släktet törlar, och familjen törelväxter.
Artens utbredningsområde är Iran. Inga underarter finns listade i Catalogue of Life.